# Rhinopoma muscatellum
Rhinopoma muscatellum är en fladdermusart som beskrevs av Thomas 1903. Rhinopoma muscatellum ingår i släktet klaffnäsor, och familjen Rhinopomatidae. IUCN kategoriserar arten globalt som livskraftig. Inga underarter finns listade i Catalogue of Life. Wilson & Reeder (2005) skiljer mellan två underarter.
Rhinopoma muscatellum blir 112 till 125 mm lång, inklusive en 52 till 70 mm lång svans. Den har 45 till 52,4 mm långa underarmar, 12 till 13 mm långa bakfötter och 18 till 20 mm långa öron. Huvudet kännetecknas av många körtlar i ansiktet och av öron som är sammanlänkade på hjässan. Det finns en hudflik (bladet) på näsan som är ungefär trekantig. Största delen av svansen ligger utanför svansflyghuden. Arten har blek gråbrun päls på ovansidan och undersidan är ännu ljusare. Bakre delen av kroppen är inte täckt med hår. Vikten varierar mellan 6 och 14 g.
Arten förekommer med flera från varandra skilda populationer i västra och södra Asien från Iran och sydöstra Arabiska halvön till Indien. Den lever i kulliga områden och i låga bergstrakter mellan 700 och 1100 meter över havet. Habitatet utgörs av halvtorra landskap som halvöknar och jordbruksmark.
Denna fladdermus vilar på dagen i grottor eller i byggnader. Den vilar ensam eller i kolonier som kan ha några hundra medlemmar. På natten jagar den insekter som skalbaggar. När Rhinopoma muscatellum flyger utför den en kortare tid snabba vingrörelser och sedan glidflyger den en sträcka. Så minskar och ökar flyghöjden periodisk. Arten hittar sina byten med hjälp av ekolokalisering. Dräktiga honor upptäcktes från juni till juli och honor med aktiva spenar hittades från augusti till september. Antagligen föds bara en unge per kull.